# Publishers Weekly
Publishers Weekly (também conhecida como PW) é uma revista estadunidense de publicação semanal destinada a editores, bibliotecários e agentes literários. Fundada em 1841 por Frederick Leypoldt, a ênfase do exemplar é em resenhas de livros.